# Caenopedina porphyrogigas
Espèce
Caenopedina porphyrogigas est une espèce d'oursins de la famille des Pedinidae.

## Description
Ce sont des oursins réguliers au test (coquille) sphérique et très légèrement aplati aux pôles, celui-ci mesurant jusqu'à 10 cm de diamètre. Les radioles sont bruns, et leur longueur ne dépasse par le diamètre du test.

## Habitat et répartition
C'est un oursin abyssal, qui vit dans les eaux tempérées à froides du sud-est du Pacifique, de l'Australie à la Nouvelle-Zélande, entre 350 et plus de 2 000 m de profondeur.

## Systématique
Le nom valide complet (avec auteur) de ce taxon est Caenopedina porphyrogigas Anderson (d), 2009,.

## Publication originale
- (en) Owen F. Anderson, « The giant purple pedinid a new species of Caenopedina (Echinodermata: Echinoidea: Pedinidae) from New Zealand and Australia », Zootaxa, Magnolia Press (d), vol. 2007, no 1,‎ 11 février 2009, p. 43-57 (ISSN 1175-5334 et 1175-5326, OCLC 49030618, DOI 10.11646/ZOOTAXA.2007.1.2, lire en ligne).